# Kultura unietycka

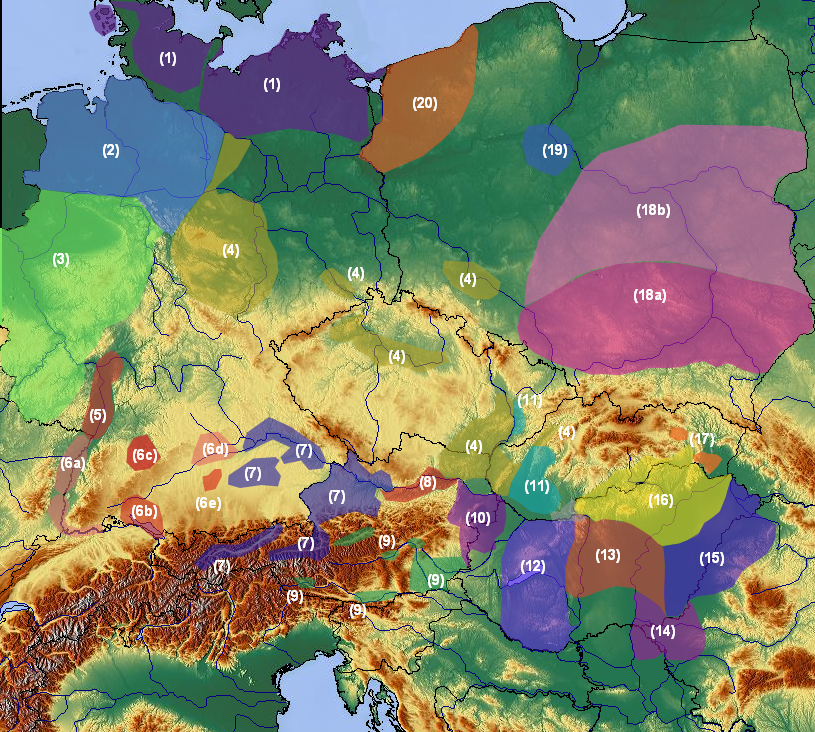
Wczesna epoka brązu w Europie Środkowej, datowana w chronologii bezwzględnej na lata 2200-2000 p. Chr., tzw. faza BA1 według schematu chronologii względnej systemu Paula Reinecke'go – kultura unietycka, na mapie (4), kultura otomani (15), kultura mierzanowicka (18)

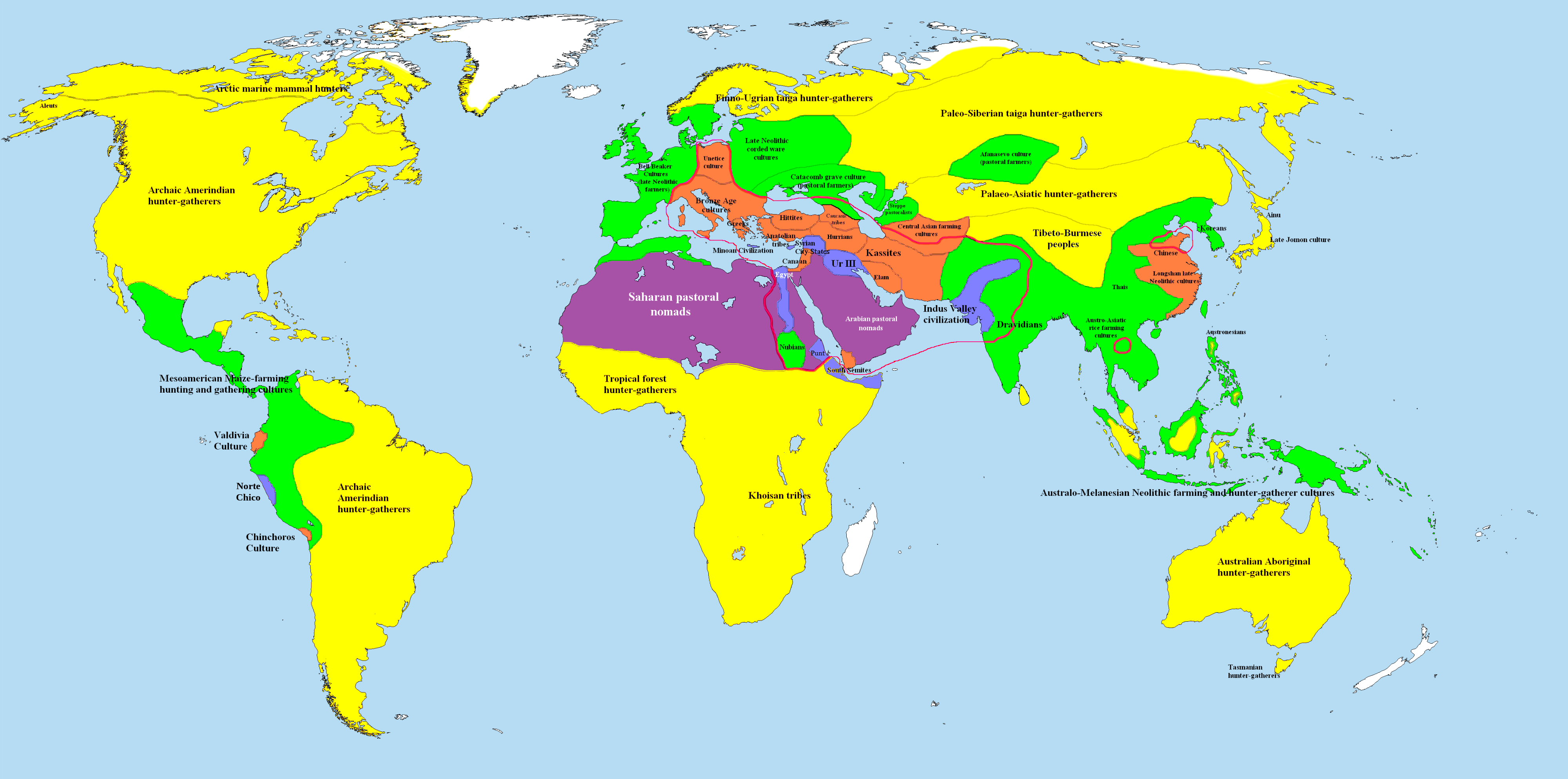
Mapa świata ok. 2000 p.n.e., kolorem pomarańczowym zaznaczono obszar występowania kultur epoki brązu, w tym kultury unietyckiej

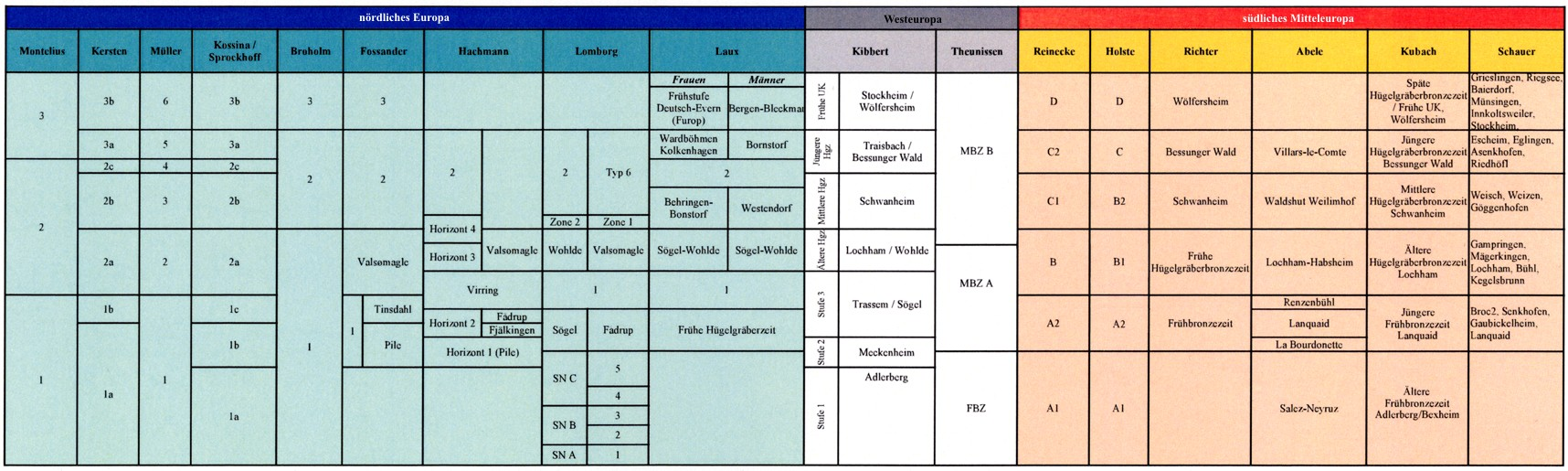
Chronologiczne schematy podziały epoki brązu dla Europy

Kultura unietycka – kultura archeologiczna wczesnej epoki brązu.

## Chronologia, geneza i zanik
Nazwa pochodzi od eponimicznego stanowiska Únětice pod Pragą. Datowanie tej kultury przypada na lata 2300-1600 p.n.e. (według chronologicznego schematu Paula Reinecke są to fazy A1 i A2 dla Europy Środkowej). Wpływ na rozwój stanowisk owej kultury miały kultura pucharów dzwonowatych oraz kultura ceramiki sznurowej, obie związane z wkroczeniem ludności indoeuropejskiej do niestepowej części Europy. W efekcie wydzielono kilka grup kultury unietyckiej z których najważniejsza znajdowała się w Úněticach. Stanowiska tej kultury datowane są na I okres epoki brązu, czyli 1800-1500 p.n.e. Po kulturze unietyckiej na obszarze Polski następuje kultura przedłużycka na zachodzie oraz kultura trzciniecka na wschodzie.

## Obszar występowania i kontekst kulturowy
Stanowiska tej kultury znane są z terenów Moraw, Czech, Słowacji, Niemiec, a na terenach Polski: Śląska, Wielkopolski, ziemi lubuskiej, Pomorza i Kujaw, a graniczyły ze stanowiskami kultur nordyjskich od północy, z kulturami strefy leśnej i przykarpackim kręgiem kulturowym od wschodu, oraz ze strefą oddziaływań anatolijsko-bałkańskich i zachodnioeuropejskimi kulturami o tradycji pucharów dzwonowatych od południa i zachodu.

## Charakterystyczne wytwory kulturowe
Charakterystyczne dla tej kultury były sztylety, berła sztyletowe, siekierki z podniesionym brzegiem, naramienniki, naszyjniki, bransolety, nagolenniki.

## Osadnictwo
Osadnictwo słabo rozpoznane. Osiedla duże, ulokowane w miejscach niekiedy trudno dostępnych, łatwych do obrony. Budowano domostwa drewniane o konstrukcji słupowej.

## Obrządek pogrzebowy
Dominowały groby płaskie szkieletowe. Zmarłych układano w pozycji embrionalnej, z głowami zwróconymi ku południu w kłodach drewnianych lub w obstawach kamiennych. W grobach, głównie męskich znaleziono mnóstwo ozdób wytworzonych z brązu: naszyjniki, bransolety, kolczyki i wisiorki oraz liczne odmiany szpil do spinania odzieży, zagięte przy zaostrzonym końcu. Po raz pierwszy pojawiają się także ozdoby wykonane ze złota oraz z bursztynu.
Charakterystyczne są też pochówki podkurhanowe, bogato wyposażane w ceramikę oraz wyroby z brązu. Tzw. groby książęce, w których chowano mężczyzn, którzy odgrywali znaczącą rolę w społeczeństwie miały charakter kurhanów o średnicy sięgającej do 42 m i wysokości 8 m. Największe takie skupisko znajduje się w Wielkopolsce w okolicach Łęk Małych, które nazywane jest aktualnie „wielkopolskimi piramidami”. Jeden zbadany kurhan znajduje się w okolicach Szczepankowic na Dolnym Śląsku.
W grobowcach grzebano przedstawicieli arystokracji, co świadczy o silnym zróżnicowaniu społecznym.
Wielkość i liczba ozdób znajdowanych w grobach książęcych świadczy o wielkości kultury unietyckiej, która musiała wywierać znaczny wpływ na inne kultury lokalne znajdujące się w jej strefie oddziaływania.

## Społeczeństwo i gospodarka
Ludność tej kultury trudniła się rolnictwem, zamieszkując tereny o najlepszych glebach. Produkcja rolnicza była na tyle duża, że nadwyżki produkcji rolniczej były przechowywane w jamach zasobowych oraz w wielkich naczyniach. W ten sposób przechowywano głównie ziarno kilku gatunków pszenicy, prosa, jęczmienia oraz roślin strączkowych. Rozwinięte było także przetwórstwo spożywcze, świadczą o tym żarna nieckowate. W Szczepankowicach odnaleziono 32 takie okazy. Ludność ówczesna zajmowała się także hodowlą. Zwiększyło się znaczenie konia, który był także spożywany (wykopaliska w Łękach Małych).
Metalurgia bazująca na złożach z Turyngii była wysoko rozwinięta. Istniały ośrodki w Czechach oraz w Saksonii. Wyroby metalowe z brązu bardzo szybko rozprzestrzeniły się w północnej Europie.

## Obecne badania
Aktualnie trwają intensywne prace wykopaliskowe na stanowisku archeologicznym w Bruszczewie, gdzie odkryto osadę obronną z wczesnej epoki brązu z czasów kultury unietyckiej.